# المفضل المفروخي
المفضل بن سعد المفرّوخي كان مؤرخًا إيرانيًا وهو مؤلف كتاب محاسن أصفهان، وهو تاريخ محلي لمسقط رأسه أصفهان. يتفق المؤرخون المعاصرون عمومًا على أن المفروخي ألف أعماله في عهد السلطان السلجوقي مالك شاه الأول (حكم. 1072–1092 م).
لا يُعرف الكثير عن حياة المفروخي. كان ينتمي إلى إحدى العائلات الرائدة في أصفهان، وكان (أو أصر على أنه) ينحدر من الطبقة الأرستقراطية في الإمبراطورية الساسانية ما قبل الإسلام (224-651). من المحتمل أن عائلة المفروخي كانت تمتلك أراضي حول أصفهان. كان جد المفروخي لأبيه هو أبو مسلم طاهر بن محمد، شاعر في حاشية الملك البويهي البارز عضد الدولة (حكم 949–983). كان جد المفروخي لأمه هو أبو الحسن الأنداني، الذي كان مرتبطًا بحاكم أصفهان.